# Virginia Troncoso
Virginia Eugenia Troncoso Hellman (Chillán Viejo, 18 de febrero de 1951) es una política chilena, exmilitante de la Unión Demócrata Independiente (UDI). Entre los años 2000 y 2012 fue alcaldesa de San Vicente de Tagua Tagua y entre 2018 y 2022 fue diputada de la República, representando al nuevo distrito 16, de la Región del Libertador General Bernardo O'Higgins.

## Primeros años de vida
Nació en Chillán Viejo, es hija de Juan Nataniel Troncoso Riquelme y Eva Regina Hellman. Egresó de enseñanza media del Liceo Ignacio Carrera Pinto de San Vicente.

### Matrimonio e hijos
Se encuentra casada con Carlos de Witt Jorquera y tiene dos hijos. En la década de 1980 se radica en la ciudad de San Vicente de Tagua Tagua, donde junto a su marido se dedica a la agricultura.

## Vida pública
Posteriormente, en el sector rural de Pencahue abajo, en la comuna de San Vicente, se convierte en dirigente de sus vecinos para diferentes causas comunitarias.[cita requerida] En 1996 se presenta como candidata en las elecciones municipales celebradas el 27 de octubre de ese año, donde obtuvo 2113 votos, concejal por el partido UDI con la segunda mayoría comunal en San Vicente de Tagua-Tagua para el período 1996-2000. En 2000, se presenta nuevamente como candidata en las elecciones municipales y consigue la primera mayoría, resultado elegida alcaldesa de San Vicente de Tagua Tagua, para el período 2000-2004. Posteriormente es reelegida para los períodos 2004-2008 y 2008-2012.
Tras su salida de la Municipalidad, Troncoso fue formalizada por el delito de malversación de caudales públicos, debido al pago de bonos a 23 funcionarios municipales, de forma irregular, por un monto ascendiente a más de cuatro millones de pesos. Troncoso reconoció los hechos.
En las elecciones de 2013 se presenta como candidata a consejero regional por la circunscripción Cachapoal 2, correspondiente a todas las comunas de la provincia del mismo nombre, excepto Rancagua, oportunidad en la que consigue la segunda mayoría al interior de la lista Alianza, en estrecha competencia con el entonces diputado Eugenio Bauer, no logrando ser elegida.
En junio de 2016, compite en las elecciones primarias de Chile Vamos para ser la nominada como candidata a alcaldesa del sector, obteniendo frente al candidato de Renovación Nacional 2852 votos, equivalentes al 72,09% de los sufragios. En las elecciones Municipales de octubre de 2016, obtuvo 6.728 sufragios, equivalentes al 39,52% del total de los votos, no resultando electa para nuevo período al mando de la Municipalidad de San Vicente.
En las elecciones parlamentarias de 2017 es elegida diputada para el periodo 2018-2022 por el nuevo distrito N.º 16, correspondiente a todas las comunas del ex distrito 34 y ex distrito 35, que incluyen a las comunas de San Fernando, San Vicente de Tagua Tagua, Chimbarongo, Peumo, Pichidegua, Las Cabras, Placilla, Nancagua, Santa Cruz, Palmilla, Lolol, Paredones, Pumanque, Peralillo, Marchigüe, Litueche, La Estrella, Chépica, Pichilemu y Navidad, con un escaso número de votos y arrastrada por José Ramón Barros.
En la Cámara de Diputados integró la Comisión de Familia y Adulto Mayor. A poco de su asunción como parlamentaria, Troncoso fue denunciada de oficio por la Fiscalía Regional de O'Higgins acusada de tráfico de influencias en beneficio de una de sus asesoras, quien había sido imputada por sustracción de especies desde una tienda en Rancagua.

## Historial electoral

### Elecciones parlamentarias de 2017
- Elecciones parlamentarias de 2017 a Diputados por el distrito 16 (Chimbarongo, Las Cabras, Peumo, Pichidegua, San Fernando, San Vicente, Chépica, La Estrella, Litueche, Lolol, Marchigüe, Nancagua, Navidad, Palmilla, Paredones, Peralillo, Pichilemu, Placilla, Pumanque y Santa Cruz)[9]

### Elecciones parlamentarias de 2021
- Elecciones parlamentarias de 2021 para senador por la 8° Circunscripción, Región de O'Higgins.[10]